# Manu Mora
Manuel Mora Ruiz (Santander, 8 de marzo de 1985), conocido como Manu Mora, es un jugador español de rugby a XV que juega de segunda o tercera línea. Actualmente juega para el Ordizia Rugby Elkartea de la División de Honor de Rugby.

## Biografía
Comenzó brevemente en el rugby a los 11 años, pero posteriormente volvió a jugar al fútbol. Unos años más tarde comenzó a practicar remo en Club de Remo La Maruca y en el Club de Remo Ciudad de Santander. Desde estos clubes dio el salto a la Sociedad Deportiva de Remo Astillero. A los 24 años dejó el remo para volver al rugby. Comenzó entonces en el Independiente Rugby Club, club de su ciudad natal, Santander. En cinco años pasó de jugar de nivel regional a la selección nacional, siendo su primera internacionalidad en 2014. Ayudó al equipo a subir en dos ocasiones a División de Honor. A continuación, fichó por el Valladolid RAC, con el cual se adjudicó todos los títulos nacionales de la temporada 2014.
En 2016, decidió fichar por el equipo francés del Rugby Olympique Agathois, disputando la Fédérale 1. En sus dos primeras temporadas disputó 38 encuentros, 33 de ellos como titular. Tras su estancia en Francia volvió a jugar en la primera división española con el Independiente RC.Tras dos temporadas sin jugar volvió a jugar al Agathois en la Fédérale 2. En 2022 ayudó a la selección española a clasificarse para la Copa Mundial de Rugby de 2023 y fichó por el Real Ciencias Rugby Club de la División de Honor de Rugby.
El 19 de junio de 2024 se confirmó su fichaje por el Ordizia Rugby Elkartea, equipo de la División de Honor de Rugby. 

## Palmarés
- División de Honor: 2014-2015.
- Copa del Rey de rugby: 2015.
- Supercopa de España de rugby: 2014 y 2015.